# Розер, Вильгельм
Вильгельм Розер (нем. Wilhelm Roser; 26 марта 1817, Штутгарт, Вюртемберг, — 16 декабря 1888, Марбург, Германия) — немецкий медик, хирург.
С 1841 года был профессором в Тюбингене и вместе с Вундерлихом издавал «Archiv für physiologishe Heilkunde», был несколько лет хирургом госпиталя в Рейтлингене, а с 1850 года профессором хирургии в Марбурге.
Напечатал: Handbuch der anatomischen Chirurgie (Тюбинген, 1844; 8 изд., 1883), Chirurgisch-anatomisches Vademekum (Штутгарт, 1847; 9 изд., 1896), Herniologische Streitfragen (Марбург, 1887). Ср. K. Roser, Wilhelm R. (Висбаден, 1892).